# Antônio Sergi
Antônio Sergi (Squillace, 6 de junho de 1913 — São Paulo, 3 de junho de 2003) foi um maestro, compositor e regente de orquestra ítalo-brasileiro. Naturalizado brasileiro, era também médico cardiologista formado pela Escola Paulista de Medicina. Sua obra de maior reconhecimento é o Hino do Palmeiras, canção utilizada desde sua composição até os dias atuais como hino oficial do clube.

## Carreira
Músico, regente, arranjador e professor do Conservatório Dramático e Musical de São Paulo, Antônio Sergi tornou-se bastante conhecido do público pela sua atuação nas principais rádios paulistas. Foi diretor artístico da Rádio Cruzeiro do Sul, regente da orquestra da Rádio Educadora Paulista (que anos depois se transformou na Rádio Gazeta) onde "Totó" apresentava o programa Jazz da Gazeta que incluía uma orquestra sinfônica. 

Nos estúdios, Antônio Sergi que também era conhecido por "Totó", criou a Orquestra Columbia com a qual gravou inúmeros sucessos da época, com todos os grandes intérpretes dos anos 40. Sua orquestra costumava animar os principais eventos sociais da cidade, incluindo as festas na mansão dos Matarazzo, na avenida Paulista. 

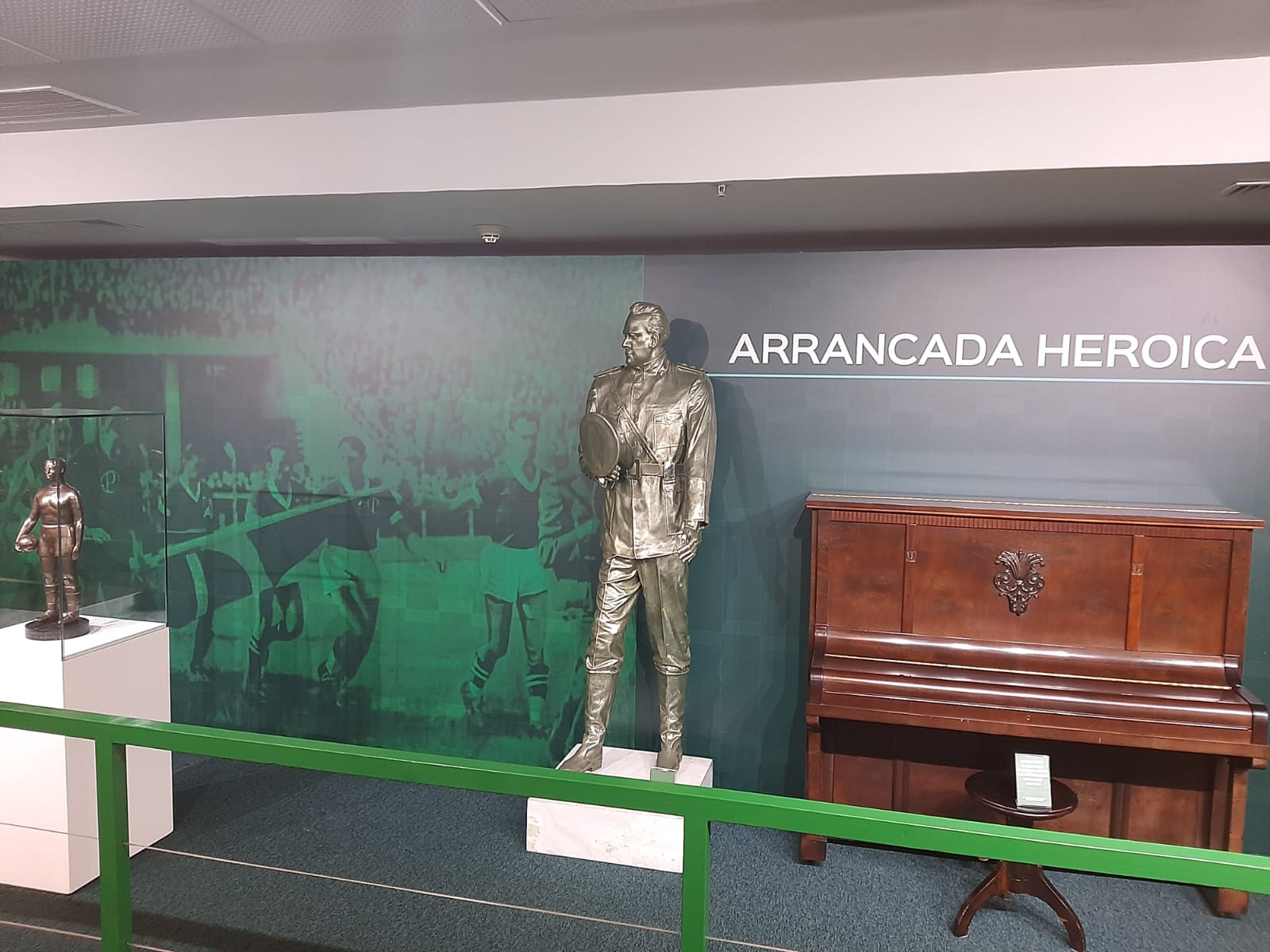
Piano usado pelo Maestro Antônio Sergi para compor o hino do Palmeiras em exposição na sala de troféus do clube no estádio Allianz Parque

Nos anos 40, "Totó" atuou por vários anos na Rádio Gazeta junto com o maestro Armando Belardi, Conselheiro da Sociedade Esportiva Palmeiras. No final da década, em 1949, Antônio Sergi compôs o hino (letra e música) da Sociedade Esportiva Palmeiras. 
Totó, gostava da regência e de produzir arranjos musicais, não tendo por hábito escrever letras para canções. Nas poucas vezes em que o fez, usou o pseudônimo de Gennaro Rodrigues, como no caso do hino do Palmeiras, o que gerou muita confusão por vários anos, com torcedores imaginando tratarem-se de pessoas diferentes.
Nos anos 80, Antonio Sergi compôs o hino comemorativo dos 80 anos da Igreja Presbiteriana Independente do Brasil (comemorado em 31 de julho de 1983), com letra do Reverendo Adolpho Machado Corrêa.
O Maestro Antônio Sergi compôs os 5 Lúdios: Anterlúdio, Enterlúdio, Interlúdio, Onterlúdio e Unterlúdio. O Interlúdio foi tema da novela "Meu Rico Português" da TV Tupi. O Interlúdio foi  gravado pela orquestra Renato de Oliveira.

## Veja mais
- Squillace
- Hino
- Palmeiras